# Rhaconotus elegans
Rhaconotus elegans är en stekelart som först beskrevs av Forster 1862.  Rhaconotus elegans ingår i släktet Rhaconotus och familjen bracksteklar. Inga underarter finns listade i Catalogue of Life.